# Claude Williamson
Pour les articles homonymes, voir Williamson.
Claude Williamson, né le 18 novembre 1926 à Brattleboro, dans le Vermont, et mort le 16 juillet 2016 à Sunland, est un pianiste de jazz américain. Frère aîné du tromboniste et trompettiste Stu Williamson, il est, comme lui, un représentant du Jazz West Coast.

## Biographie
Claude Williamson débute dans le big band de Charlie Barnet en 1947, et travaille également avec Red Norvo et avec la chanteuse June Christy.
Au début des années 1950, il est en Californie et participe à de nombreux enregistrements de Jazz West Coast, comme accompagnateur ou sous son propre nom, avec Bud Shank, Red Mitchell, Mel Lewis ou au sein du Lighthouse All-Stars d'Howard Rumsey.

## Discographie partielle

### Comme leader
- 1955 : Claude Williamson Trio : Keys West, collection Kenton Presents Jazz, Capitol Records
- 1956 : Claude Williamson Trio : ’Round Midnight, Bethlehem Records
- 1978 :  Claude Williamson Trio : Cleopatra's Dream
- 1988 : Claude Williamson Trio : Standards
- 1990 : Claude Williamson Trio : Mulligan Scene
- 1993 : Claude Williamson Trio : Song For My Father
- 1995 : Claude Williamson Trio : Autumn In New York
- 1995 : Claude Williamson Trio : Hallucinations
- 2002 : Claude Williamson Trio : South of the Border, West of the Sun

### Comme sideman
- 1956 : Stu Williamson : Stu Williamson, Bethlehem Records BCP-55
- 1957 : Bud Shank : Bud Shank Quartet Featuring  Claude Williamson, Pacific Jazz Records

## Sources
- Courte biographie sur le site Allmusic.com